# Jim O’Brien
 Jim O’Brien, James M. O’Brien (ur. 7 listopada 1951 w Falls Church) – amerykański koszykarz grający na pozycji niskiego skrzydłowego, mistrz ABA (1974).

## Osiągnięcia
NCAA
- Uczestnik rozgrywek Elite 8 turnieju NCAA (1973)

Drużynowe
- Mistrz ABA (1974)[1]